# Lagynochthonius kapi
Lagynochthonius kapi är en spindeldjursart som beskrevs av Harvey 1988. Lagynochthonius kapi ingår i släktet Lagynochthonius och familjen käkklokrypare. Inga underarter finns listade i Catalogue of Life.